# Mała suita
Mała suita (fr. Petite suite) to tytuł utworu fortepianowego na cztery ręce Claude’a Debussy’ego z 1889 roku. Na całość dzieła składają się cztery miniatury utrzymane w tanecznym charakterze.
Utwór należy do najwcześniejszych dzieł Debussy’ego. Łączy w sobie rodzący się impresjonistyczny styl w twórczości kompozytora oraz istotne zawsze dla niego przywiązanie do tradycyjnej muzyki francuskiej. Debussy, propagator starofrancuskich wzorów, zwolennik lekkości i ludycznego charakteru muzyki, ucieka świadomie od skomplikowanych, jak mówił: męczących form, odwołując się do muzyki francuskich klawesynistów z przełomu XVII i XVIII wieku: François Couperina i Jeana Philippe’a Rameau.
Części utworu:
1. W łódce (En bateau)
2. Korowód (Cortège)
3. Menuet
4. Ballet